# Municipio de Colfax (condado de Oceana)
El municipio de Colfax (en inglés: Colfax Township) es un municipio ubicado en el condado de Oceana en el estado estadounidense de Míchigan. En el año 2010 tenía una población de 462 habitantes y una densidad poblacional de 4,96 personas por km².

## Geografía
El municipio de Colfax se encuentra ubicado en las coordenadas 43°46′23″N 86°6′2″O / 43.77306, -86.10056. Según la Oficina del Censo de los Estados Unidos, el municipio tiene una superficie total de 93.08 km², de la cual 84,73 km² corresponden a tierra firme y (8,98 %) 8,36 km² es agua.

## Demografía
Según el censo de 2010, había 462 personas residiendo en el municipio de Colfax. La densidad de población era de 4,96 hab./km². De los 462 habitantes, el municipio de Colfax estaba compuesto por el 93,29 % blancos, el 0,43 % eran afroamericanos, el 2,16 % eran amerindios, el 0,43 % eran asiáticos, el 3,03 % eran de otras razas y el 0,65 % eran de una mezcla de razas. Del total de la población el 14,72 % eran hispanos o latinos de cualquier raza.